# Paremphytus ostentus
Paremphytus ostentus är en stekelart som beskrevs av Charles Thomas Brues 1908. Paremphytus ostentus ingår i släktet Paremphytus, och familjen ormbunkssteklar. Arten har ej påträffats i Sverige.